# Paraboreochlus okinawanus
Paraboreochlus okinawanus är en tvåvingeart som beskrevs av Kobayashi och Kuranishi 1999. Paraboreochlus okinawanus ingår i släktet Paraboreochlus och familjen fjädermyggor. Inga underarter finns listade i Catalogue of Life.